# William A. Berggren
William A. Berggren (* 15. Januar 1931 in New York City) ist ein US-amerikanischer Geologe und Paläontologe.
Berggren studierte am Dickinson College mit dem Bachelor-Abschluss 1952 und an der University of Houston mit dem Master-Abschluss 1957. In dieser Zeit arbeitete er 1955 bis 1957 als Mikropaläontologe für Shell. Er wurde 1960 an der Universität Stockholm in Geologie promoviert. 1962 bis 1965 war er als Paläontologe für eine Ölgesellschaft in Libyen (Oasis Oil Company).
Seit 1962 arbeitete er an der Woods Hole Oceanographic Institution, an der er Senior Scientist Emeritus ist.
Er studierte Foraminiferen des Mesozoikums und Känozoikums, deren Evolution und weltweite stratigraphische Korrelation. Er war an der Integration verschiedener Stratigraphien und Datierungsmethoden zur Chronostratigraphie des Känozoikums beteiligt.
1982 erhielt er die Mary Clark Thompson Medal und 2000 die Raymond C. Moore Medal for Paleontology. Er ist seit 1989 Mitglied der National Academy of Sciences. 2001 wurde er Ehrendoktor der Universität Utrecht.
Er war Mitherausgeber des Journal of Paleontology.